# Egidienchor Nürnberg
Der Egidienchor Nürnberg ist ein Kammerchor, der an der Nürnberger Egidienkirche beheimatet ist.

## Besetzung
Der Egidienchor ist ein gemischter Kammerchor mit derzeit etwa 30 Mitgliedern. Er wird von der Egidier Kirchenmusikerin Pia Praetorius geleitet.

## Repertoire
Der Egidienchor hat sich auf Musik der Renaissance und des Barock spezialisiert und arbeitet mit historischen Stimmungen. Ein weiterer Programmschwerpunkt ist die Neue Musik.
In den letzten Jahren wurden u. a. folgende Werke aufgeführt:
Tomás Luis de Victoria Lamentationes, Responsorien, Messen, Orlando di Lasso „Melancholia“, Motetten, Ludwig Daser Johannespassion, Leonhard Lechner „Sprüche von Leben und Tod“, „Das Hohelied Salomonis“, „Missa prima“, Carlo Gesualdo Madrigale, Responsorien, Claudio Monteverdi „Marienvesper“, Domenico Scarlatti „Stabat mater“, Heinrich Schütz „Johannespassion“ und Weihnachtshistorie, Johann Sebastian Bach Matthäuspassion, Messe in h-moll, Magnificat, Motetten Georg Friedrich Händel „Saul“ (Operninszenierung-Regie Claudia Doderer) und „Israel in Egypt“, Wolfgang Amadeus Mozart Missa in c-moll (mit einer Ballettinszenierung des Choreographen Cayetano Soto), Franz Schubert Es-Dur Messe (mit einer Videoinszenierung von Uli Sigg), Petr Eben „Stundenbuch“, Wolfgang Rihm Passionsmotetten, Johannes Schöllhorn „In nomine“ und Johannes Brahms „Ein deutsches Requiem“ (in einer getanzten Version des Choreographen Shang-Chi Sun), Hans Schanderl „Christus vor dem hohen Rat“. 
Der Egidienchor arbeitet regelmäßig mit Ensembles der Alten Musik zusammen wie Les cornets noirs und L’arpa festante.
Konzertreisen führen den Chor regelmäßig ins Ausland, zuletzt im Jahr 2004 nach Österreich, 2007 nach England, 2008 nach Schottland und 2012 nach Russland, 2013 nach England.
Bei Fernsehaufnahmen durch den Bayerischen Rundfunk im Jahr 2006 war der Chor mit Werken von Johann Sebastian Bach und Heinrich Schütz zu hören.

## Diskographie
- Weihnachtliche Renaissancemusik aus Nürnberger Handschriften, Spektral-records 2013